# Большое Лагиярви
Большое Лагиярви — пресноводное озеро на территории Кестеньгского сельского поселения Лоухского района Республики Карелии.

## Общие сведения
Площадь озера — 6,3 км², площадь водосборного бассейна — 47,3 км². Располагается на высоте 147,0 метров над уровнем моря.
Форма озера продолговатая: оно почти на восемь километров вытянуто с запада на восток. Берега каменисто-песчаные, местами заболоченные.
Из южной стороны озера вытекает безымянный водоток, который, протекая через озеро Малое Лагиярви, впадает в Топозеро.
По центру озера расположены пять безымянных островов различной площади.
С юга к озеру подходит лесная дорога.
Населённые пункты вблизи водоёма отсутствуют.
Код объекта в государственном водном реестре — 02020000411102000000162.